# Miasto Zaprešić
Miasto Zaprešić (chorw. Grad Zaprešić) – jednostka administracyjna w Chorwacji, w żupanii zagrzebskiej. W 2011 roku liczyła 25 223 mieszkańców.